# Joust
Joust és un videojoc d'acció desenvolupat per Williams Electronics i llançat a arcades l'any 1982. Tot i que no era el primer videojoc cooperatiu per a dos jugadors, l'èxit i la polida implementació de Joust van popularitzar el concepte. Els jugadors assumeixen el paper de cavallers armats amb llances i muntats sobre ocells grans (un estruç per al Jugador 1, una cigonya per al Jugador 2), que han de volar per la pantalla i derrotar els cavallers enemics que cavalquen sobre broncos.
John Newcomer va dirigir l'equip de desenvolupament: Bill Pfutzenreuter, Janice Woldenberg-Miller (de soltera Hendricks), Python Anghelo, Tim Murphy i John Kotlarik. El nouvingut pretenia crear un joc de vol, amb un joc cooperatiu per a dos jugadors, evitant alhora el tema espacial exagerat.
El joc va ser ben rebut per jugadors i crítics, i la mecànica va influir en altres jocs. Joust va ser portat a nombrosos sistemes domèstics i va ser seguit per una seqüela arcade més complexa i menys popular el 1986: Joust 2: Survival of the Fittest.